# جنيفر تايلور
جنيفر تايلور (بالإنجليزية: Jennifer Taylor)‏ هي مهندسة معمارية أسترالية، ولدت في 12 أبريل 1935 في Manly, New South Wales ‏ في أستراليا، وتوفيت في 7 ديسمبر 2015.